# فريدريك ويبر
فريدريك ويبر (بالإنجليزية: Frederick Weber) هو رياضي خماسي أمريكي، ولد في 1 ديسمبر 1905 في كالامازو في الولايات المتحدة، وتوفي في 17 فبراير 1994 في لامبر بريدج في الولايات المتحدة.

## وصلات خارجية
- فريدريك ويبر على موقع اللجنة الأولمبية الدولية (الإنجليزية)
- فريدريك ويبر على موقع أوليمبيديا (الإنجليزية)